# Joseph Fitzmyer
Joseph Fitzmyer (Philadelphia, 4. studenog 1920. – Merion Station, 24. prosinca 2016.) bio je američki isusovac i bibličar.

## Životopis
Rodio se 4. studenog 1920. u Philadelphiji. Osnovnu školu pohađao je u Chestnut Hillu, a srednju školu u Dječačkom sjemeništu sv. Josipa u Philadelphiji. Dana 30. srpnja 1938. primljen je u isusovački novicijat.
Nakon toga je studirao na Sveučilištu Loyola latinski i grčki jezik. Teologiju je studirao u Woodstocku, a nastavio u Egehovenu u Belgiji. Za svećenika ga je zaredio belgijski biskup Emile De Smedt 15. kolovoza 1951. godine. Licencijat katoličke teologije položio je na Teološkom fakultetu u Louvainu 1952. godine. Obranio je 1956. doktorsku disertaciju pod naslovom Sintaksa kraljevskog aramejskog temeljena na dokumentima otkrivenim u Egiptu. Kasnije je postigao licencijat iz Svetoga pisma na Papinskom biblijskom institutu u Rimu. Predavao je kao profesor na isusovačkoj teologiji Woodstock College od 1958. do 1969. godine. Predavao je i na Fakultetu teologije i religijskih znanosti Američkoga katoličkog sveučilišta u Washingtonu.
Bio je predsjednika Katoličke biblijske udruge te član Papinskog biblijskog povjerenstva. Godine 1964. utemeljio „Ljetni institut za Sveto pismo Georgetown”. Od 2013. godine Institut je dobio  ime „Institut o. Joseph A. Fitzmyer D. I. za Sveto pismo”.
Napisao je od 1957. do 2011. oko 550 članaka, recenzija i knjiga.
Umro je 24. prosinca 2016. godine u 96. godini života.

### Članci
- Zovkić, Mato. 2017. Američki bibličar Joseph A. Fitzmeyer, D.I. (1920.-2016.). Vrhbosnensia. Univerzitet u Sarajevu – Katolički bogoslovni fakultet. Sarajevo. 21 (1): 289–309